# Oscar Noriega

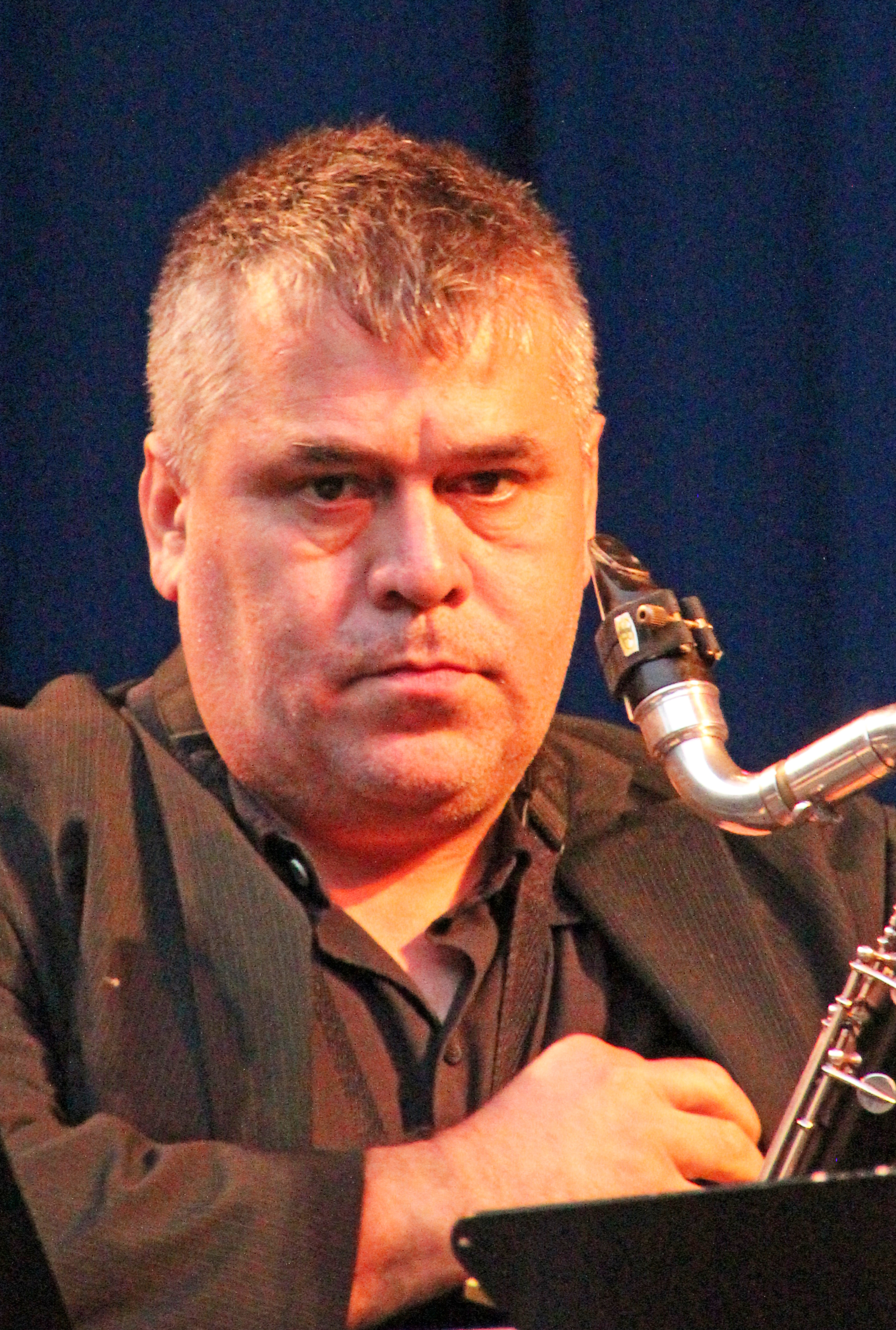
Oscar Noriega (2016)

Oscar Noriega (* in Arizona) ist ein US-amerikanischer Jazzmusiker (Altsaxophon, Bassklarinette, Klarinette).

## Leben und Wirken
Oscar Noriega, der mexikanische Wurzeln hat, begann mit zehn Jahren Saxophon zu spielen; erste professionelle Erfahrungen sammelte er in der Familienband mit seinen vier Brüdern in Tucson. Nach dem Studium an der University of Arizona und der Arizona State University zog er nach Los Angeles. Ab 1990 lebte er in Boston, wo er u. a. mit dem Duke Ellington Repertory Orchestra unter der Leitung von Gunther Schuller, im Either/Orchestra und mit der Jazz Composers Alliance arbeitete; daneben hatte er Unterricht am New England Conservatory of Music bei Joe Maneri. 1992 zog er nach Brooklyn und spielt seitdem mit Mitgliedern der New Yorker Downtown-Jazzszene, mit Auftritten in der Knitting Factory und im Birdland. Im Brooklyner Jazzclub Barbès betreut er seit 2012 künstlerisch und organisatorisch eine eigene Veranstaltungs-Reihe namens Oscar Noriega's Palimpsestic Series.
Seit Anfang der 2000er Jahre leitet Noriega eigene Bandprojekte wie Play Party mit Cuong Vu, Brad Shepik und Tom Rainey, mit dem er 2000 sein Debütalbum Luciano's Dream auf OmniTone vorlegte, sowie das Oscar Noriega Quartet. Außerdem spielte er im Quartett Unit X und im Musiker-Kollektiv Sideshow, das Werke von Charles Ives neu interpretiert. Ferner arbeitete er u. a. mit Jane Wang, Judi Silvano, Ellery Eskelin, Kermit Driscoll, Gerry Hemingway, Carl Maguire, Mat Maneri, Satoko Fujii (Blueprint, 2003), Ben Stapp, Michael Formanek (The Distance, 2016) und Assif Tsahar (The Labyrinth, 2002). Noriega spielte ab den 2010er-Jahren im Quartett mit Jim Black, Trevor Dunn und Chris Speed (Endangered Blood, Skirl, 2010), und in Tim Bernes Bandprojekt Los Totopos. Mit Jacob Garchik leitete er die Banda de los Muertos, die neben einem eigenen Album auch Filmmusik für den James-Bond-Film Spectre einspielte. Zu hören war er u. a. auch mit Trevor Dunns Trio Convulsant (Séances, 2022).